# 후랭키배
후랭키배(Hooranky Bae)는 대한민국의 화가. 개념 미디어 아티스트. 디지털을 미디어로 추상 표현주의 작업을 하는 작가이다.

## 유년의 시절
후랭키의 본명은 배한성이다. 1958년 전라남도 광주 출생. 그의 부모는 아버지, 화가 배동신, 어머니 김연규는 서울 대학교에서 피아노를 전공했다. 후랭키는 어린 시절 피아노를 배웠고 음악과 예술의 영향을 받아 자랐다. 1976년 모든 가족이 서울 로 이주했다.

## 교육
서석 초등학교, 북성 중학교, 금호 고등학교, 추계 예술 대학교 미술대학, 졸업. 서양화를 전공했다.

## 활동
1986년 동문들이 만든 '표상전'이라는 미술그룹에서 활동했다. 그리고 화가인 아버지의 조수로 일 하면서 디지털미디어 작업을 위한 회사를 운영했다. 1996년부터 10년간 로마, 동유럽 도시, 뉴욕, 이와키, 도쿄, 베이징, 상하이, 방콕, 치앙마이를 여행하며 미술을 공부했다. 2007년부터 서울에서 정착하여 일하고 있다. 2019년 일련의 디지털 이미지를 제작한 후랭키의 다섯 작품이 생존 작가로서 최고가 계약을 기록했다. 같은 해 12 월 계속해서 후랭키hooranky의 작품이 한국의 글로벌 백화점의 명품관에서 "스팟옥션"에 론칭 되어 최고가에 낙찰되었다. 후랭키Hooranky의 성과는 한국의 다른 백화점들이 미술품 판매를 벤치마킹 하도록 이끌었다. 모바일 디지털 툴로 제작한 작품이 이와 같이 유통된 사례는 세계적으로도 드문 일이다.

### 최근 활동
2020년 10월 14일 전태일 열사의 50주기 '전태일 추모의 달'이 선포됐다. 후랭키Hooranky는 전태일 열사를 모티브로 한 디지털 아트 작품을 헌정하고 연합뉴스와 인터뷰했다.

## 개념
후랭키는 디지털 미디어의 선도적인 아티스트 로서, 자신의 시각적 균형이 미지의 세계와 조화를 이루기를 원한다.

## 참고 문헌
1. ↑  문다영 (2020년 10월 14일). “세계적인 디지털미디어 아트 작가 '후랭키'”. 2020년 10월 25일에 확인함.
2. ↑  “미술품 파는 백화점...롯데百, 후랭키 작품 5점 590억원에 판매”. 2019년 9월 23일. 2020년 10월 25일에 확인함.
3. ↑  “[브레이크뉴스] [화랑가 핫이슈]한국인 후랭키 화백 컬렉션 작품5점 5,000만 달러에 판매”. 2020년 4월 7일. 2020년 10월 25일에 확인함.
4. ↑  “백화점에서 118억짜리 미술품을 판매한다고?”. 2019년 9월 24일. 2020년 10월 25일에 확인함.
5. ↑  “20억원에 낙찰된 후랭키 화백의 'Hoo20191117'”. 2019년 12월 15일. 2020년 10월 25일에 확인함.
6. ↑  “롯데백화점 ‘벨라뮈제’, ‘스팟 옥션’ 20억원 초대형 계약 쾌거” (영어). 2020년 10월 25일에 확인함.
7. ↑  파이낸셜뉴스 (2019년 12월 15일). “롯데百 하이엔드 미술품 매장 ‘벨라뮈제’, 20억 초대형 계약 성사”. 2020년 10월 25일에 확인함.
8. ↑  이주형 (2019년 9월 24일). “롯데백화점 월드타워점, 하이앤드 미술품 매장 ‘벨라뮈제’ 오픈‥국내 문화예술 시장의 새 지평” (미국 영어). 2020년 10월 25일에 확인함.
9. ↑  “'백화점이야, 미술관이야'…백화점업계, 생존전략 다시 짠다”. 2020년 10월 25일에 확인함.
10. ↑  ““넌 쇼핑하니? 난 감상도 한다” 갤러리 접목하는 백화점”. 2020년 10월 8일. 2020년 10월 25일에 확인함.
11. ↑  문다영 (2020년 10월 14일). “후랭키 작가가 그린 전태일”. 2020년 10월 25일에 확인함.
12. ↑  문다영 (2020년 10월 14일). “디지털아트 작가 후랭키의 헌정…"전태일은 순교자"”. 2020년 10월 25일에 확인함.